# Tarquini & Prevale
Tarquini & Prevale è stato un gruppo musicale dance di conduttori radiofonici, disc jockey e produttori discografici italiani di m2o Radio, formato da Francesco Tarquini (Roma, 6 giugno 1979) e Carlo Prevale (Subiaco, 6 luglio 1983).

## Storia

### La formazione
Appassionati da sempre di radio e musica elettronica, nel 2004 Francesco e Carlo formano il gruppo musicale dance: Tarquini & Prevale, avviando una serie di collaborazioni con l'emittente radiofonica romana Radio Centro Suono, per la quale hanno condotto le trasmissioni Voglio Vederti Danzare e Mix Time Machine.
Nell'estate del 2005 il gruppo abbandona l'emittente locale presentando un nuovo format alla direzione della neonata m2o / musica allo stato puro, emittente radiofonica nazionale di musica dance del Gruppo Editoriale L'Espresso, Kick off - m2o nel Pallone, un mix di musica dance e trance alternato da notizie sul mondo del calcio, in onda ogni domenica mattina dalle 11.00 alle 13.00.
Per la successiva stagione conduce un'altra trasmissione sempre per m2o, dedicata al mondo dei videogiochi, Gamepad - La Consolle Virtuale. Si tratta di un contenitore di musica dance alternato da notizie sul mondo dei videogiochi, realizzato anche in collaborazione con produttori di consolle per videogiochi come Sony, Microsoft, Nintendo, Activision, Ubisoft e Koch Media. Nello stesso anno avvia parallelamente un progetto discografico, producendo il primo singolo In My Dreams, inserito nella compilation Amoroso's Invasion prodotta dall'etichetta discografica di Perugia Smilax Publishing, seguito poi nel 2007 dal secondo singolo Sognami, versione in italiano di In My Dreams. Sempre nel 2007 Tarquini e Prevale selezionano e mixano Gamepad Compilation Vol. 1.0, raccolta legata alla trasmissione da loro condotta su m2o e prodotta dall'etichetta discografica di Asti Bit Records, distribuita su supporto digitale in tutto il mondo e su supporto fisico nei negozi di dischi e nelle edicole di tutta Italia da Caymera S.r.l. del gruppo Mondadori, seguita da Gamepad Compilation Vol. 2.0, prodotta sempre dalla Bit Records, distribuita su supporto digitale in tutto il mondo, e su supporto fisico nei negozi di dischi e nelle edicole di tutta Italia da Self Distribuzione.

### La separazione
Nel 2010 Prevale, per dedicarsi a varie produzioni musicali da solista, lascia la conduzione di Gamepad - La Consolle Virtuale a Tarquini e Mila, terminando così tutte le attività sia radiofoniche che discografiche con il gruppo. Tarquini proseguirà la sua attività di conduttore radiofonico fino al 2014, lasciando poi il suo posto a Mila e Fabio Amoroso.

## Radio

### Trasmissioni radiofoniche locali
- Voglio Vederti Danzare (Radio Centro Suono, 2004-2005)
- Mix Time Machine (Radio Centro Suono, 2004-2005)

### Trasmissioni radiofoniche nazionali
- Kick off - m2o nel Pallone (m2o, 2005-2006)
- Gamepad - La Consolle Virtuale (m2o, 2006-2014)

## Discografia

### Album
- 2007 - Never Meet/Sognami (Bit Records)

### Compilation mixate
- 2007 - Gamepad Compilation Vol. 1.0 (Bit Records)
- 2009 - Gamepad Compilation Vol. 2.0 (Bit Records)

### Singoli / EPs
- 2006 - In My Dreams (Original Mix) (feat. Mr J Carry) (Smilax Publishing)
- 2007 - Sognami (Original Mix) (feat. Mr J Carry) (Bit Records)
- 2007 - Never Meet (Extended Mix) (Bit Records)
- 2009 - Gamepad (Main Mix) (feat. Vodka) (Bit Records)
- 2009 - Ritual Tibetan (feat. AlMa) (Fluida Records)
- 2009 - My Sunshine (Main Mix) (feat. Sky) (Bit Records)
- 2009 - Lovetime (Bit Records)
- 2009 - My Love Is in the Air (feat. Dj Power) (Bit Records)
- 2009 - Kiss Me (Bit Records)

### Remixes
- 2006 - In My Dreams (Resonator Mix) (feat. Mr J Carry) (Bit Records)
- 2007 - Le canzoni dell'estate (Tarquini & Prevale vs. Reddj Rmx) (m2o Radio)
- 2007 - Love Delight (Tarquini & Prevale Vision) (Gateway Multimedia)
- 2009 - Here (Tarquini & Prevale Mix) (Planeta Mix Records)